# Milchwerke Berchtesgadener Land Chiemgau
Die Milchwerke Berchtesgadener Land Chiemgau eG sind eine unter dem Markennamen Berchtesgadener Land tätige Molkerei im Landkreis Berchtesgadener Land mit Sitz in Piding. Die seit 1927 bestehende Genossenschaft beschäftigt über 400 Mitarbeiter und weist einen Jahresumsatz von mehr als 300 Millionen Euro auf. 2015 waren der Genossenschaft laut Handelsblatt 1762 Milchlieferanten angeschlossen, von denen jeder im Schnitt 23 Kühe im Stall hatte. Davon waren 296 Naturland- oder Demeter-zertifizierte Bio-Betriebe. Seit 2017 kann nur Milchlieferant der Genossenschaft sein, wer kein Glyphosat einsetzt.
Die Molkerei verarbeitet seit 2010 ausschließlich Milch von gentechnikfrei gefütterten Kühen. Dabei liegt die Gesamtmilchmenge bei ca. 300 Millionen Kilogramm pro Jahr, davon sind etwa 100 Millionen Kilogramm Biomilch, was einem Bioanteil von einem Drittel entspricht. Seit rund einem Jahrzehnt bietet sie den Genossenschaftsmitgliedern die höchsten Biomilchannahmepreise.
Hauptprodukte sind die Bergbauernmilch und die daraus gewonnenen Produkte sowie weitere Bio-Milcherzeugnisse.

## Geschichte
Die Molkerei Berchtesgadener Land wurde 1927 von 54 Bauern in der Region um Bad Reichenhall als landwirtschaftliche Verwertungsgenossenschaft gegründet, die zusammen nur 700 l Milch pro Tag lieferten, was etwas über 250.000 Litern pro Jahr entspricht. Zusätzlich zur Molkerei wurde 1964 die Tochtergesellschaft Molkerei-Vertrieb Piding eG gegründet. Die Molkerei fusionierte 1976 mit der Chiemgau-Molkerei in Truchtlaching. Die Genossenschaft heißt seither Milchwerke Berchtesgadener Land Chiemgau eG, während die Produkte unter dem Markennamen „Berchtesgadener Land“ vertrieben werden. Sitz und einziger, 1990 und 1996 erweiterter Standort des Unternehmens ist seit 1986 Piding.
Seit 1973 erfasst und verarbeitet das Unternehmen als erste Molkerei in Bayern „Bio-Milch“. 1998 traten zehn Agrarbetriebe aus Schleching dem Anbauverband Demeter bei, da sich die Molkerei bereiterklärte, die entsprechend den Demeterbedingungen produzierte Milch mit einem Bio-Aufschlag abzunehmen. 2006 lieferten 1.825 bäuerliche Betriebe ihre Milch bei der Genossenschaft ab, davon waren 296 Bio-Betriebe.
Während des Milchstreiks im Jahr 2008 erhöhte die Molkerei im Juni den Preis als erste auf die von den Landwirten geforderten 43 Cent pro Liter. Den Preis musste das Unternehmen zwar im August wieder zurücknehmen, blieb aber trotzdem an der Spitze der deutschen Molkereien. Dem Bayerischen Rundfunk zufolge zahlte die Molkerei 2016 mit 40 Cent den höchsten Abnahmepreis in Deutschland.
2010 wurde nach Auskunft des Unternehmens die Fütterung ausschließlich gentechnikfreier Produkte beschlossen und die Milchlieferbedingungen entsprechend geändert. Dabei verpflichteten sich neben den über 400 Bio-Bauern nun auch alle rund 1400 konventionellen Mitgliedsbetriebe der Genossenschaft, die Kühe ohne Gentechnik mit Pflanzen aus dem Milcheinzugsgebiet des Unternehmens in traditioneller Weise zu füttern. Als erstes Unternehmen in Deutschland wurden Bio-Milchprodukte der Molkerei im Januar 2010 nach den Naturland Fair Richtlinien zertifiziert. Die entsprechenden Produkte sind seither mit dem Naturland-Fair-Label gekennzeichnet.
Als bis August 2015 binnen 18 Monaten der durchschnittliche Milchpreis, den die Produzenten erhielten, von 40,22 auf nur noch 28,78 Cent pro Liter gefallen war, zahlte die Molkerei weiterhin 38 Cent. Infolgedessen bewarben sich etwa 800 Höfe um das Unternehmen, das allerdings nur etwa 1 % des Gesamtmilchmarktes bediente.
2016 wurde die Molkerei-Vertrieb Piding in Frischdienst Berchtesgadener Land Chiemgau eG umfirmiert. Dieser befindet sich auf dem Betriebsgelände der Molkerei. Er beliefert Großverbraucher zwischen Inn und Salzach, Berchtesgaden und Altötting sowie im angrenzenden Salzburger Land mit seinem aus 1600 Produkten bestehenden Gesamtsortiment. Umgekehrt liefern Bauern aus Österreich ihre Milch zunehmend nach Piding, da sie dort einen höheren Preis erhalten. Die Abholung der Milch erfolgt bis auf 1200 m über NN.
2015 wurde mit dem Bau eines eigenen Kraftwerks zur Strom- und Dampfversorgung begonnen, das Ende 2016 in Betrieb gehen sollte. Die Baukosten wurden auf 14 Millionen Euro veranschlagt. Ebenso im Bau war die Erweiterung des Verwaltungsgebäudes sowie eine neue Milchabtankhalle. Seit 2017 zahlt die Genossenschaft den angeschlossenen Betrieben eine „Tierwohl- und Weideprämie“. Als neue Abnehmer wurden nach Unternehmensangaben Kantinen von BMW, VW und Audi ebenso wie der Allianzversicherung in München gewonnen, als Neukunde wurde die Drogeriemarktkette dm gewonnen.
2015 wurde die Molkerei vom Milchindustrie-Verband (MIV) und dem Zentralverband Deutscher Milchwirtschaftler (ZDM) als Ausbildungsbetrieb des Jahres 2015 ausgezeichnet. 2016 erhielt die Genossenschaft den Deutschen Nachhaltigkeitspreis, wobei sie zu den fünf besten in der Kategorie „Deutschlands nachhaltigste mittelgroße Unternehmen 2016“ zählte.
Im Herbst 2017 verankerte die Genossenschaft als erste Großmolkerei in Deutschland ein Glyphosat-Verbot in den Bedingungen für ihre Milchlieferanten.

## Umsatzentwicklung
Die Umsätze der Jahre 2003 bis 2005 stiegen von 91,8 über 100,6 auf 107,2 Millionen €. Damit lagen die Milchwerke Berchtesgadener Land Chiemgau allerdings weit hinter den beiden größten Molkereigenossenschaften Deutschlands, der Nordmilch und der Humana Milchunion zurück, die 2005 1946,5 bzw. 2710 Millionen € auswiesen.
Die Umsätze zogen seit 2005 stark an, als die Milchwerke nach einer Steigerung gegenüber dem Vorjahr um 9,7 % bei 164,7 Millionen € lagen. 2006 lag der Umsatz bei 132 Millionen, 2012 lag er bereits bei 173 Millionen, 2013 stieg er um über ein Fünftel auf 210 Millionen, um 2014 geringfügig auf 207 Millionen, 2015 auf 205 Millionen € zu sinken. 2016 stieg der Umsatz wieder an, nämlich auf 217 Millionen €.

## Arbeitnehmer
Die über 400 Mitarbeiter der Milchwerke haben keinen Betriebsrat gewählt. Das Unternehmen setzt auf ein eigenes Modell der Mitbestimmung.